# Scopula transcaspica
Scopula transcaspica là một loài bướm đêm trong họ Geometridae.